# Assamaka
Assamaka (ou Assamakka) est une petite ville située dans le désert au nord-ouest du Niger dans la région d'Agadez, à proximité de la frontière avec l'Algérie. C'est un des rares points de passage entre les deux pays,.
De l'autre côté de la frontière se trouve la ville algérienne de In Guezzam. Assamaka est reliée à la ville d'Arlit à 200 km au sud par une piste. C'est une route migratoire empruntée par les migrants. La température peut y atteindre 42 degrés.

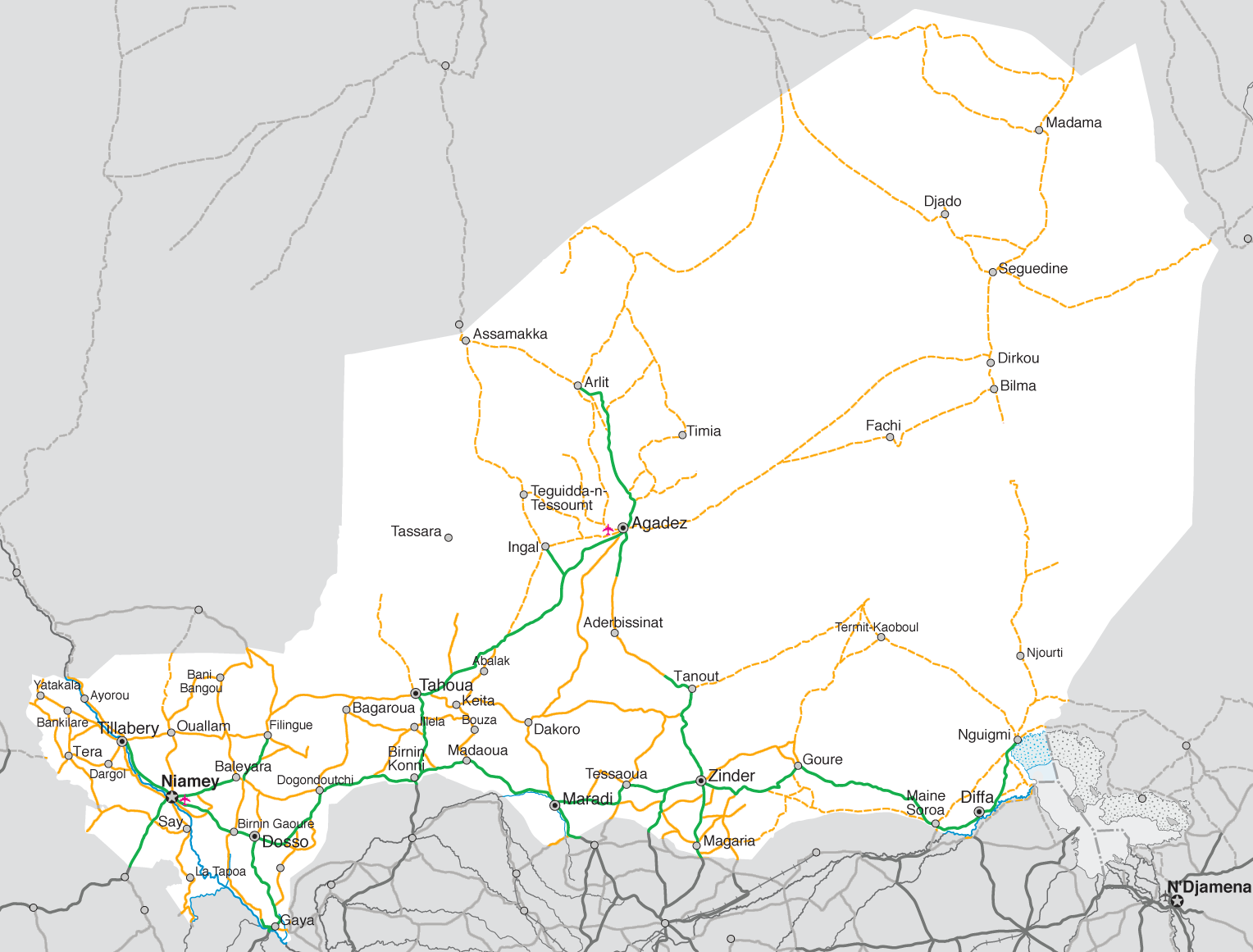
Situation d'Assamaka sur la carte au nord-ouest du Niger.